# Haumea (božstvo)
Haumea [hʌuˈmɛja]IPA je v havajské mytologii bohyní plodnosti a zrození, zosobňující element kamene. Měla mocné nadpřirozené schopnosti a porodila mnoho stvoření, některá poté, co se přeměnila v mladou ženu a provdala se za své vlastní syny či vnuky. Mnoho těchto dětí se zrodilo z různých částí jejího těla. Spolu s Kāne Milohai, tvůrcem nebes i země, zplodila dcery Pele, Nāmaka, Kapo a Hiʻiaka a syna Kā-moho-aliʻi. Nakonec ji zabil bůh Kaulu.
17. září 2008 Mezinárodní astronomická unie (IAU) oznámila, že pátá známá trpasličí planeta ve sluneční soustavě se bude jmenovat Haumea po této bohyni a dva měsíce obíhající kolem tělesa se budou jmenovat po jejích dcerách, a sice Hiʻiaka, po havajské bohyni zrozené z úst Haumey, a Namaka, po vodní bytosti Nāmaka zrozené z těla Haumey.